# Суспільна власність
Суспі́льна вла́сність — вид власності, майно і нерухомість, які на противагу до приватної власності належать групі осіб (громаді) або державі. Основними формами суспільної власності є: колективна або кооперативна, яка являє собою сумісну власність трудівників підприємств; державна різних рівнів, включаючи муніципальну, тобто власність місцевих органів самоуправління; загальнонародна як сумісне володіння і користування, наприклад, такими об'єктами природи, як світовий океан, атмосферне повітря та ін. Незалежно від того, оформлена вона нормами права чи ні, загальнонародна власність завжди була і завжди буде.
Комуністичне суспільство будується на основі суспільної власності на засоби виробництва.
Право суспільної власності — сукупність закріплених законом правових норм, що регулюють суспільні відносини у сфері володіння, розпорядження та користування об'єктами права суспільної власності.

## Суб'єкти права суспільної власності
Суб'єктами права суспільної власності є:
- Український народ (ст. 13 Конституції України);
- територіальні громади.

У випадках, передбачених законом, суб'єктами права суспільної власності також є:
- органи державної влади;
- органи місцевого самоврядування;
- громадяни України та їх об'єднання.

Територіальні громади здійснюють право суспільної власності від імені Українського народу в межах відповідних адміністративно-територіальних одиниць.
Право суспільної власності здійснюється шляхом володіння, розпорядження та користування об'єктами права суспільної власності відповідно до закону. Умови та порядок здійснення суб'єктами права суспільної власності своїх правомочностей встановлюється законом.